# Liste von Auszeichnungen von Sandra Bullock

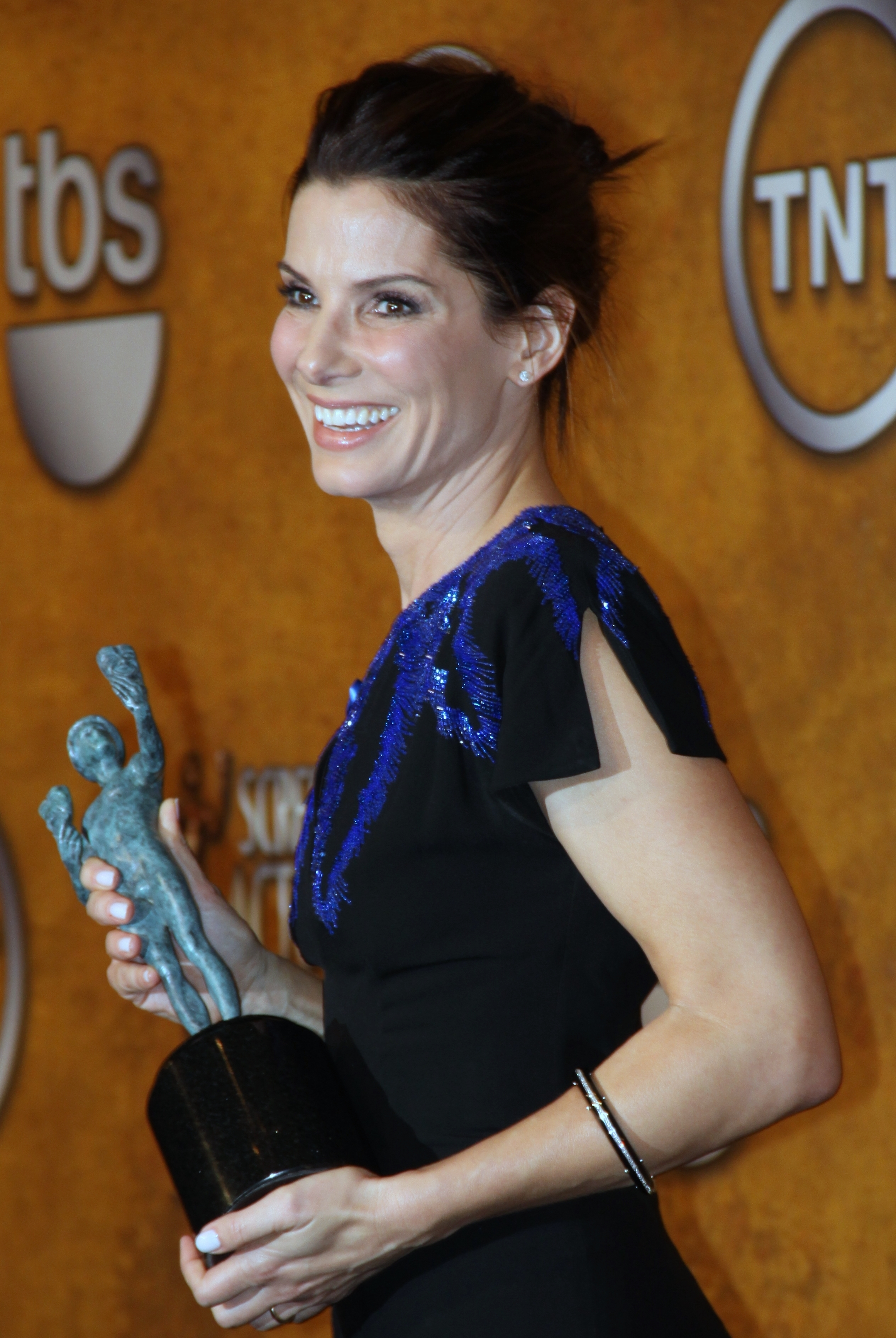
Sandra Bullock mit dem Screen Actors Guild Award als beste Hauptdarstellerin für Blind Side – Die große Chance (2010)

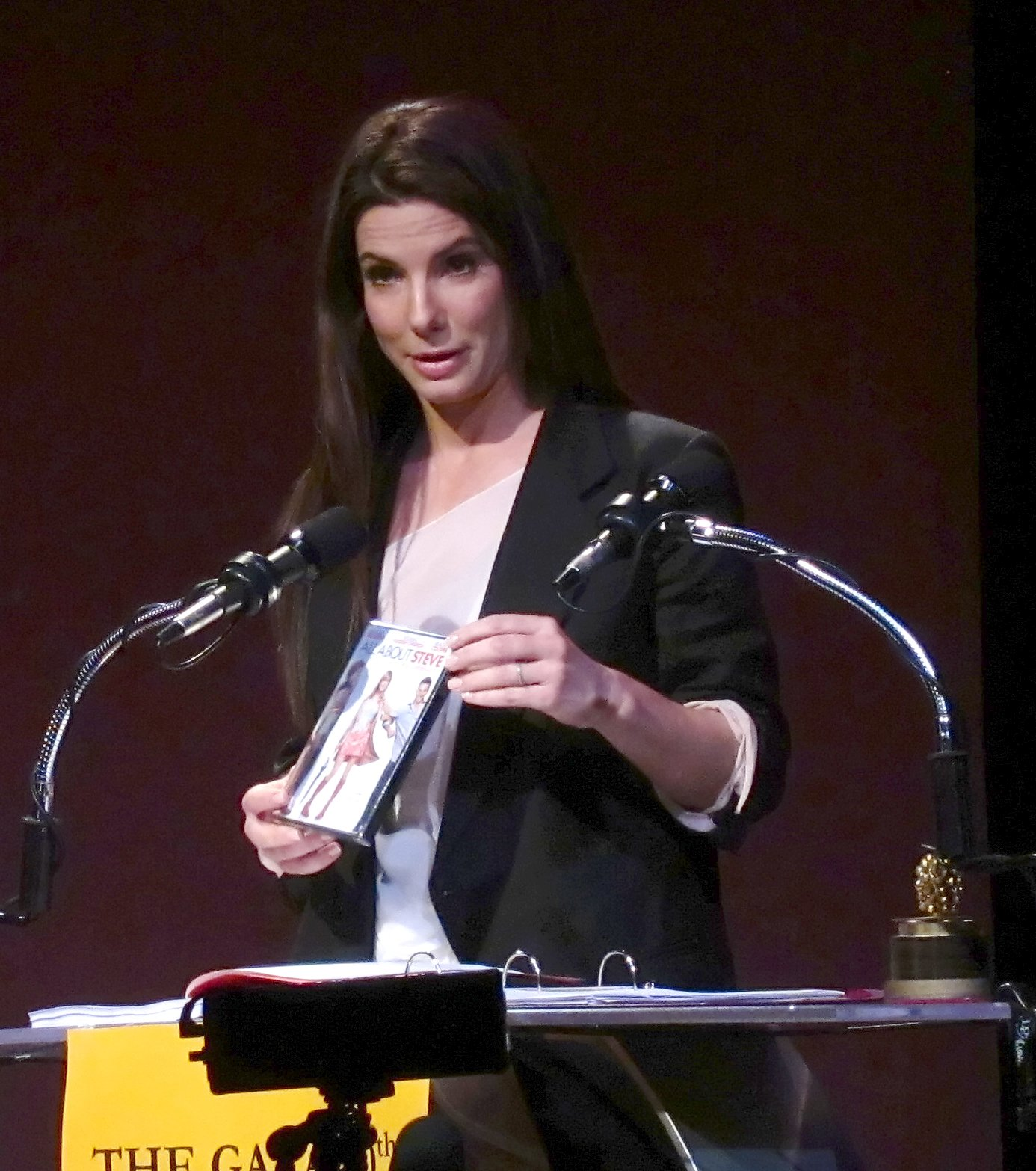
Sandra Bullock bei der Verleihung der Goldenen Himbeere 2010, wo sie den Preis als schlechteste Hauptdarstellerin für Verrückt nach Steve persönlich in Empfang nahm

Diese Seite stellt eine Liste von Auszeichnungen und Ehrungen der US-amerikanischen Schauspielerin Sandra Bullock dar.

## Bedeutende Filmpreise

### Oscar
| Jahr | Film                          | Kategorie               | Ergebnis     |
| ---- | ----------------------------- | ----------------------- | ------------ |
| 2010 | Blind Side – Die große Chance | Beste Hauptdarstellerin | Auszeichnung |
| 2014 | Gravity                       | Beste Hauptdarstellerin | Nominierung  |

### Golden Globe
| Jahr | Film                          | Kategorie                                      | Ergebnis     |
| ---- | ----------------------------- | ---------------------------------------------- | ------------ |
| 1996 | Während Du schliefst          | Beste Hauptdarstellerin – Komödie oder Musical | Nominierung  |
| 2001 | Miss Undercover               | Beste Hauptdarstellerin – Komödie oder Musical | Nominierung  |
| 2010 | Selbst ist die Braut          | Beste Hauptdarstellerin – Komödie oder Musical | Nominierung  |
| 2010 | Blind Side – Die große Chance | Beste Hauptdarstellerin – Drama                | Auszeichnung |
| 2014 | Gravity                       | Beste Hauptdarstellerin – Drama                | Nominierung  |

### British Academy Film Award
| Jahr | Film    | Kategorie               | Ergebnis    |
| ---- | ------- | ----------------------- | ----------- |
| 2014 | Gravity | Beste Hauptdarstellerin | Nominierung |

### Critics’ Choice Movie Award
| Jahr | Film                          | Kategorie                              | Ergebnis     |
| ---- | ----------------------------- | -------------------------------------- | ------------ |
| 2006 | L.A. Crash                    | Bestes Schauspielensemble A1           | Auszeichnung |
| 2010 | Blind Side – Die große Chance | Beste Hauptdarstellerin A2             | Auszeichnung |
| 2014 | Taffe Mädels                  | Beste Darstellerin in einer Komödie    | Nominierung  |
| 2014 | Gravity                       | Beste Hauptdarstellerin                | Nominierung  |
| 2014 | Gravity                       | Beste Darstellerin in einem Actionfilm | Auszeichnung |

### Screen Actors Guild Award
| Jahr | Film                          | Kategorie                    | Ergebnis     |
| ---- | ----------------------------- | ---------------------------- | ------------ |
| 2006 | L.A. Crash                    | Bestes Schauspielensemble A1 | Auszeichnung |
| 2010 | Blind Side – Die große Chance | Beste Hauptdarstellerin      | Auszeichnung |
| 2014 | Gravity                       | Beste Hauptdarstellerin      | Nominierung  |

## Publikumspreise

### Blockbuster Entertainment Award
| Jahr | Film                   | Kategorie                                         | Ergebnis     |
| ---- | ---------------------- | ------------------------------------------------- | ------------ |
| 1997 | Die Jury               | Beliebteste Schauspielerin – Spannung             | Auszeichnung |
| 2000 | Auf die stürmische Art | Beliebteste Schauspielerin – Komödie oder Romanze | Nominierung  |
| 2001 | Miss Undercover        | Beliebteste Schauspielerin – Komödie              | Nominierung  |

### CINEMA Jupiter
| Jahr | Film                 | Kategorie          | Ergebnis     |
| ---- | -------------------- | ------------------ | ------------ |
| 1995 | Speed                | Beste Darstellerin | Auszeichnung |
| 1996 | Während Du schliefst | Beste Darstellerin | Auszeichnung |
| 1997 | Das Netz / Die Jury  | Beste Darstellerin | Auszeichnung |
| 2014 | Gravity              | Beste Darstellerin | Auszeichnung |

### MTV Movie Award
| Jahr | Film                          | Kategorie                | Ergebnis     |
| ---- | ----------------------------- | ------------------------ | ------------ |
| 1995 | Speed                         | Beste Hauptdarstellerin  | Auszeichnung |
| 1995 | Speed                         | Begehrenswerteste Frau   | Auszeichnung |
| 1995 | Speed                         | Bestes Leinwandpaar A3   | Auszeichnung |
| 1995 | Speed                         | Bester Filmkuss A3       | Nominierung  |
| 1996 | Während Du schliefst          | Beste Hauptdarstellerin  | Nominierung  |
| 1996 | Während Du schliefst          | Begehrenswerteste Frau   | Nominierung  |
| 1997 | Die Jury                      | Beste Hauptdarstellerin  | Nominierung  |
| 2010 | Selbst ist die Braut          | Beste Comedy-Darstellung | Nominierung  |
| 2010 | Selbst ist die Braut          | Bester Filmkuss A4       | Nominierung  |
| 2010 | Blind Side – Die große Chance | Beste Hauptdarstellerin  | Nominierung  |
| 2010 |                               | MTV Generation Award     | Auszeichnung |

### Nickelodeon Kids’ Choice Award
| Jahr | Film                                                 | Kategorie                      | Ergebnis    |
| ---- | ---------------------------------------------------- | ------------------------------ | ----------- |
| 1995 | Speed                                                | Beliebteste Filmschauspielerin | Nominierung |
| 2000 | Auf die stürmische Art                               | Beliebteste Filmschauspielerin | Nominierung |
| 2000 | Auf die stürmische Art                               | Beliebtestes Filmpaar A7       | Nominierung |
| 2010 | Blind Side – Die große Chance / Selbst ist die Braut | Beliebteste Filmschauspielerin | Nominierung |

### People’s Choice Award
| Jahr | Film                 | Kategorie                                | Ergebnis     |
| ---- | -------------------- | ---------------------------------------- | ------------ |
| 1996 |                      | Beliebteste Filmschauspielerin           | Auszeichnung |
| 1997 |                      | Beliebteste Filmschauspielerin           | Auszeichnung |
| 1998 |                      | Beliebteste Filmschauspielerin           | Nominierung  |
| 1999 |                      | Beliebteste Filmschauspielerin           | Auszeichnung |
| 2000 |                      | Beliebteste Filmschauspielerin           | Nominierung  |
| 2003 |                      | Beliebteste Filmschauspielerin           | Nominierung  |
| 2006 |                      | Beliebteste Filmschauspielerin           | Auszeichnung |
| 2007 |                      | Beliebteste Filmschauspielerin           | Nominierung  |
| 2008 |                      | Beliebteste Filmschauspielerin           | Nominierung  |
| 2010 |                      | Beliebteste Filmschauspielerin           | Auszeichnung |
| 2010 | Selbst ist die Braut | Beliebtestes Film-Team A4                | Nominierung  |
| 2014 |                      | Beliebteste Filmschauspielerin           | Auszeichnung |
| 2014 | Taffe Mädels         | Beliebteste Filmschauspielerin – Komödie | Auszeichnung |
| 2014 | Taffe Mädels         | Beliebtestes Leinwandpaar A8             | Nominierung  |
| 2014 | Gravity              | Beliebteste Filmschauspielerin – Drama   | Auszeichnung |
| 2014 | Gravity              | Beliebtestes Leinwandpaar A9             | Auszeichnung |
| 2016 |                      | Beliebteste Filmschauspielerin           | Auszeichnung |
| 2016 | Minions              | Beliebteste animierte Filmstimme         | Nominierung  |

### Teen Choice Award
| Jahr | Film                                            | Kategorie                                                                                         | Ergebnis     |
| ---- | ----------------------------------------------- | ------------------------------------------------------------------------------------------------- | ------------ |
| 1999 | Auf die stürmische Art                          | Film – Choice Hissy Fit (Bester Wutanfall – Film)                                                 | Auszeichnung |
| 2001 | Miss Undercover                                 | Film – Choice Wipeout (Bester Abgang – Film)                                                      | Auszeichnung |
| 2001 | Miss Undercover                                 | Film – Choice Actress (Beste Filmschauspielerin)                                                  | Nominierung  |
| 2001 | Miss Undercover                                 | Film – Choice Hissy Fit (Bester Wutanfall – Film)                                                 | Nominierung  |
| 2002 | Die göttlichen Geheimnisse der Ya-Ya-Schwestern | Film – Choice Actress, Drama/Action/Adventure (Beste Filmschauspielerin – Drama/Action/Abenteuer) | Nominierung  |
| 2003 | Ein Chef zum Verlieben                          | Choice Movie Actress – Comedy (Beste Filmschauspielerin – Komödie)                                | Nominierung  |
| 2003 | Ein Chef zum Verlieben                          | Choice Movie Hissy Fit (Bester Wutanfall – Film)                                                  | Nominierung  |
| 2005 | Miss Undercover 2 – Fabelhaft und bewaffnet     | Choice Movie Actress – Comedy (Beste Filmschauspielerin – Komödie)                                | Auszeichnung |
| 2005 | Miss Undercover 2 – Fabelhaft und bewaffnet     | Choice Movie – Dance (Beste Tanzeinlage – Film) A11                                               | Nominierung  |
| 2006 | Das Haus am See                                 | Choice Movie – Liplock (Bester Filmkuss) A3                                                       | Auszeichnung |
| 2009 | Selbst ist die Braut                            | Choice Summer Movie Star – Female (Bester weiblicher Star in einem Sommerfilm)                    | Nominierung  |
| 2010 | Selbst ist die Braut                            | Choice Movie Actress – Romantic Comedy (Beste Filmschauspielerin – Romantische Komödie)           | Auszeichnung |
| 2010 | Selbst ist die Braut                            | Choice Movie – Dance (Beste Tanzeinlage – Film) A12                                               | Auszeichnung |
| 2010 | Selbst ist die Braut                            | Choice Movie – Chemistry (Bestes Film-Team) A4                                                    | Nominierung  |
| 2010 | Selbst ist die Braut                            | Choice Movie – Liplock (Bester Filmkuss) A4                                                       | Nominierung  |
| 2010 | Blind Side – Die große Chance                   | Choice Movie Actress – Drama (Beste Filmschauspielerin – Drama)                                   | Auszeichnung |
| 2012 | Extrem laut & unglaublich nah                   | Choice Movie Actress – Drama (Beste Filmschauspielerin – Drama)                                   | Nominierung  |
| 2013 | Taffe Mädels                                    | Choice Summer Movie Star – Female (Bester weiblicher Star in einem Sommerfilm)                    | Auszeichnung |
| 2013 | Taffe Mädels                                    | Choice Movie – Chemistry (Bestes Film-Team) A8                                                    | Auszeichnung |

## Kritikerpreise

### African American Film Critics Association
| Jahr | Film    | Kategorie               | Ergebnis     |
| ---- | ------- | ----------------------- | ------------ |
| 2013 | Gravity | Beste Hauptdarstellerin | Auszeichnung |

### Alliance of Women Film Journalists
| Jahr | Film    | Kategorie                                                                 | Ergebnis     |
| ---- | ------- | ------------------------------------------------------------------------- | ------------ |
| 2013 | Gravity | Bester weiblicher Action-Star                                             | Auszeichnung |
| 2013 | Gravity | Schauspielerin, die sich erfolgreich der Altersdiskriminierung widersetzt | Auszeichnung |
| 2013 | Gravity | Beste Hauptdarstellerin                                                   | Nominierung  |
| 2013 | Gravity | Weibliche Ikone                                                           | Nominierung  |

### Australian Academy of Cinema and Television Arts
| Jahr | Film    | Kategorie                               | Ergebnis    |
| ---- | ------- | --------------------------------------- | ----------- |
| 2014 | Gravity | Beste Hauptdarstellerin – International | Nominierung |

### Chicago Film Critics Association
| Jahr | Film    | Kategorie               | Ergebnis    |
| ---- | ------- | ----------------------- | ----------- |
| 2013 | Gravity | Beste Hauptdarstellerin | Nominierung |

### Dallas-Fort Worth Film Critics Association
| Jahr | Film                          | Kategorie               | Ergebnis |
| ---- | ----------------------------- | ----------------------- | -------- |
| 2009 | Blind Side – Die große Chance | Beste Hauptdarstellerin | 5. Platz |
| 2013 | Gravity                       | Beste Hauptdarstellerin | 2. Platz |

### Denver Film Critics Society
| Jahr | Film                          | Kategorie               | Ergebnis    |
| ---- | ----------------------------- | ----------------------- | ----------- |
| 2009 | Blind Side – Die große Chance | Beste Hauptdarstellerin | Nominierung |

### Dublin Film Critics Circle
| Jahr | Film    | Kategorie                   | Ergebnis |
| ---- | ------- | --------------------------- | -------- |
| 2013 | Gravity | Beste Hauptdarstellerin A17 | 6. Platz |

### Georgia Film Critics Association
| Jahr | Film                          | Kategorie               | Ergebnis    |
| ---- | ----------------------------- | ----------------------- | ----------- |
| 2012 | Extrem laut & unglaublich nah | Beste Nebendarstellerin | Nominierung |

### Houston Film Critics Society
| Jahr | Film                          | Kategorie               | Ergebnis     |
| ---- | ----------------------------- | ----------------------- | ------------ |
| 2009 | Blind Side – Die große Chance | Beste Hauptdarstellerin | Nominierung  |
| 2013 | Gravity                       | Beste Hauptdarstellerin | Auszeichnung |

### Iowa Film Critics
| Jahr | Film    | Kategorie               | Ergebnis    |
| ---- | ------- | ----------------------- | ----------- |
| 2014 | Gravity | Beste Hauptdarstellerin | Nominierung |

### Kansas City Film Critics Circle
| Jahr | Film    | Kategorie               | Ergebnis     |
| ---- | ------- | ----------------------- | ------------ |
| 2013 | Gravity | Beste Hauptdarstellerin | Auszeichnung |

### London Critics’ Circle Film
| Jahr | Film    | Kategorie                 | Ergebnis    |
| ---- | ------- | ------------------------- | ----------- |
| 2014 | Gravity | Schauspielerin des Jahres | Nominierung |

### North Carolina Film Critics
| Jahr | Film    | Kategorie               | Ergebnis    |
| ---- | ------- | ----------------------- | ----------- |
| 2014 | Gravity | Beste Hauptdarstellerin | Nominierung |

### Phoenix Film Critics Society
| Jahr | Film    | Kategorie               | Ergebnis    |
| ---- | ------- | ----------------------- | ----------- |
| 2013 | Gravity | Beste Hauptdarstellerin | Nominierung |

### San Diego Film Critics Society
| Jahr | Film                          | Kategorie               | Ergebnis    |
| ---- | ----------------------------- | ----------------------- | ----------- |
| 2009 | Blind Side – Die große Chance | Beste Hauptdarstellerin | Nominierung |
| 2013 | Gravity                       | Beste Hauptdarstellerin | Nominierung |

### San Francisco Film Critics Circle
| Jahr | Film    | Kategorie               | Ergebnis    |
| ---- | ------- | ----------------------- | ----------- |
| 2013 | Gravity | Beste Hauptdarstellerin | Nominierung |

### St. Louis Gateway Film Critics Association
| Jahr | Film    | Kategorie               | Ergebnis    |
| ---- | ------- | ----------------------- | ----------- |
| 2013 | Gravity | Beste Hauptdarstellerin | Nominierung |

### Utah Film Critics Association
| Jahr | Film    | Kategorie                   | Ergebnis |
| ---- | ------- | --------------------------- | -------- |
| 2013 | Gravity | Beste Hauptdarstellerin A18 | 2. Platz |

### Vancouver Film Critics Circle
| Jahr | Film    | Kategorie               | Ergebnis    |
| ---- | ------- | ----------------------- | ----------- |
| 2014 | Gravity | Beste Hauptdarstellerin | Nominierung |

### Washington D.C. Area Film Critics Association
| Jahr | Film                          | Kategorie               | Ergebnis    |
| ---- | ----------------------------- | ----------------------- | ----------- |
| 2009 | Blind Side – Die große Chance | Beste Hauptdarstellerin | Nominierung |
| 2013 | Gravity                       | Beste Hauptdarstellerin | Nominierung |

## Festivalpreise

### Flanders International Film Festival Ghent
| Jahr | Film | Kategorie                      | Ergebnis     |
| ---- | ---- | ------------------------------ | ------------ |
| 1999 |      | Joseph Plateau Award of Honour | Auszeichnung |

### Hollywood Film Festival
| Jahr | Film                                           | Kategorie                        | Ergebnis     |
| ---- | ---------------------------------------------- | -------------------------------- | ------------ |
| 2005 | L.A. Crash                                     | Schauspielensemble des Jahres A1 | Auszeichnung |
| 2006 | Kaltes Blut – Auf den Spuren von Truman Capote | Nebendarstellerin des Jahres     | Auszeichnung |
| 2013 | Gravity                                        | Hauptdarstellerin des Jahres     | Auszeichnung |

### Montreal World Film Award
| Jahr | Film | Kategorie              | Ergebnis     |
| ---- | ---- | ---------------------- | ------------ |
| 1998 |      | Career Exellence Award | Auszeichnung |

### Palm Springs International Film Festival
| Jahr | Film    | Kategorie                 | Ergebnis     |
| ---- | ------- | ------------------------- | ------------ |
| 2013 | Gravity | Schauspielerin des Jahres | Auszeichnung |

### Santa Barbara International Film Festival
| Jahr | Film | Kategorie              | Ergebnis     |
| ---- | ---- | ---------------------- | ------------ |
| 2010 |      | American Riviera Award | Auszeichnung |

### Virginia Film Festival
| Jahr | Film | Kategorie           | Ergebnis     |
| ---- | ---- | ------------------- | ------------ |
| 2004 |      | Virginia Film Award | Auszeichnung |

## Weitere Auszeichnungen

### American Comedy Award
| Jahr | Film                 | Kategorie                          | Ergebnis     |
| ---- | -------------------- | ---------------------------------- | ------------ |
| 1996 | Während Du schliefst | Lustigste Hauptdarstellerin – Film | Nominierung  |
| 2001 | Miss Undercover      | Lustigste Hauptdarstellerin – Film | Auszeichnung |

### Bambi
| Jahr | Film    | Kategorie            | Ergebnis     |
| ---- | ------- | -------------------- | ------------ |
| 2000 | 28 Tage | Film – International | Auszeichnung |

### Black Reel Award
| Jahr | Film       | Kategorie                    | Ergebnis     |
| ---- | ---------- | ---------------------------- | ------------ |
| 2006 | L.A. Crash | Bestes Schauspielensemble A1 | Auszeichnung |

### Comedy Film Award
| Jahr | Film                 | Kategorie               | Ergebnis    |
| ---- | -------------------- | ----------------------- | ----------- |
| 2009 | Selbst ist die Braut | Beste Hauptdarstellerin | Nominierung |

### Golden Apple Award
| Jahr | Film | Kategorie                  | Ergebnis     |
| ---- | ---- | -------------------------- | ------------ |
| 1995 |      | Weiblicher Star des Jahres | Auszeichnung |

### Gotham Award
| Jahr | Film       | Kategorie                    | Ergebnis    |
| ---- | ---------- | ---------------------------- | ----------- |
| 2005 | L.A. Crash | Bestes Schauspielensemble A1 | Nominierung |

### Hasty Pudding Theatricals Award
| Jahr | Film | Kategorie       | Ergebnis     |
| ---- | ---- | --------------- | ------------ |
| 2004 |      | Frau des Jahres | Auszeichnung |

### Lone Star Film & Television Award
| Jahr | Film               | Kategorie               | Ergebnis     |
| ---- | ------------------ | ----------------------- | ------------ |
| 1999 | Eine zweite Chance | Beste Hauptdarstellerin | Auszeichnung |

### NAACP Image Award
| Jahr | Film                          | Kategorie               | Ergebnis    |
| ---- | ----------------------------- | ----------------------- | ----------- |
| 2010 | Blind Side – Die große Chance | Beste Hauptdarstellerin | Nominierung |

### Rembrandt Award
| Jahr | Film                 | Kategorie                          | Ergebnis     |
| ---- | -------------------- | ---------------------------------- | ------------ |
| 2010 | Selbst ist die Braut | Beste Schauspielerin International | Auszeichnung |

### Satellite Award
| Jahr | Film                 | Kategorie                                      | Ergebnis    |
| ---- | -------------------- | ---------------------------------------------- | ----------- |
| 2001 | Miss Undercover      | Beste Hauptdarstellerin – Komödie oder Musical | Nominierung |
| 2009 | Selbst ist die Braut | Beste Hauptdarstellerin – Komödie oder Musical | Nominierung |
| 2014 | Gravity              | Beste Hauptdarstellerin                        | Nominierung |

### Saturn Award
| Jahr | Film  | Kategorie                   | Ergebnis     |
| ---- | ----- | --------------------------- | ------------ |
| 1995 | Speed | Beste Hauptdarstellerin A10 | Auszeichnung |

### ShoWest Award
| Jahr | Film | Kategorie                  | Ergebnis     |
| ---- | ---- | -------------------------- | ------------ |
| 1996 |      | Weiblicher Star des Jahres | Auszeichnung |
| 2001 |      | Weiblicher Star des Jahres | Auszeichnung |

### Women in Film Crystal Award
| Jahr | Film | Kategorie     | Ergebnis     |
| ---- | ---- | ------------- | ------------ |
| 2005 |      | Crystal Award | Auszeichnung |

## Negativpreise

### Goldene Himbeere
| Jahr | Film                | Kategorie                      | Ergebnis     |
| ---- | ------------------- | ------------------------------ | ------------ |
| 1994 | Demolition Man      | Schlechteste Nebendarstellerin | Nominierung  |
| 1998 | Speed 2             | Schlechteste Hauptdarstellerin | Nominierung  |
| 1998 | Speed 2             | Schlechteste Filmpaarung A5    | Nominierung  |
| 2010 | Verrückt nach Steve | Schlechtester Film             | Nominierung  |
| 2010 | Verrückt nach Steve | Schlechteste Hauptdarstellerin | Auszeichnung |
| 2010 | Verrückt nach Steve | Schlechteste Filmpaarung A6    | Auszeichnung |

## Auszeichnungen sortiert nach Filmen
| Jahr | Film                                            | Auszeichnung – Kategorie                                                                                                 | Ergebnis     |
| ---- | ----------------------------------------------- | --- | ------------ |
| 1993 | Demolition Man                                  | Goldene Himbeere – Schlechteste Nebendarstellerin                                                                        | Nominierung  |
| 1994 | Speed                                           | CINEMA Jupiter – Beste Darstellerin                                                                                      | Auszeichnung |
| 1994 | Speed                                           | MTV Movie Award – Beste Hauptdarstellerin                                                                                | Auszeichnung |
| 1994 | Speed                                           | MTV Movie Award – Begehrenswerteste Frau                                                                                 | Auszeichnung |
| 1994 | Speed                                           | MTV Movie Award – Bestes Leinwandpaar A3                                                                                 | Auszeichnung |
| 1994 | Speed                                           | Saturn Award – Beste Hauptdarstellerin A10                                                                               | Auszeichnung |
| 1994 | Speed                                           | MTV Movie Award – Bester Filmkuss A3                                                                                     | Nominierung  |
| 1994 | Speed                                           | Nickelodeon Kids’ Choice Award – Beliebteste Filmschauspielerin                                                          | Nominierung  |
| 1995 | Während Du schliefst                            | CINEMA Jupiter – Beste Darstellerin                                                                                      | Auszeichnung |
| 1995 | Während Du schliefst                            | American Comedy Award – Lustigste Hauptdarstellerin (Film)                                                               | Nominierung  |
| 1995 | Während Du schliefst                            | Golden Globe – Beste Hauptdarstellerin (Komödie oder Musical)                                                            | Nominierung  |
| 1995 | Während Du schliefst                            | MTV Movie Award – Beste Hauptdarstellerin                                                                                | Nominierung  |
| 1995 | Während Du schliefst                            | MTV Movie Award – Begehrenswerteste Frau                                                                                 | Nominierung  |
| 1995 | Das Netz                                        | CINEMA Jupiter – Beste Darstellerin A15                                                                                  | Auszeichnung |
| 1996 | Die Jury                                        | Blockbuster Entertainment Award – Beliebteste Schauspielerin (Spannung)                                                  | Auszeichnung |
| 1996 | Die Jury                                        | CINEMA Jupiter – Beste Darstellerin A16                                                                                  | Auszeichnung |
| 1996 | Die Jury                                        | MTV Movie Award – Beste Hauptdarstellerin                                                                                | Nominierung  |
| 1997 | Speed 2                                         | Goldene Himbeere – Schlechteste Hauptdarstellerin                                                                        | Nominierung  |
| 1997 | Speed 2                                         | Goldene Himbeere – Schlechteste Filmpaarung A5                                                                           | Nominierung  |
| 1998 | Eine zweite Chance                              | Lone Star Film & Television Award – Beste Hauptdarstellerin                                                              | Auszeichnung |
| 1999 | Auf die stürmische Art                          | Teen Choice Award – Bester Wutanfall (Film)                                                                              | Auszeichnung |
| 1999 | Auf die stürmische Art                          | Blockbuster Entertainment Award – Beliebteste Schauspielerin (Komödie/Romanze)                                           | Nominierung  |
| 1999 | Auf die stürmische Art                          | Nickelodeon Kids’ Choice Award – Beliebteste Filmschauspielerin                                                          | Nominierung  |
| 1999 | Auf die stürmische Art                          | Nickelodeon Kids’ Choice Award – Beliebtestes Filmpaar A7                                                                | Nominierung  |
| 2000 | 28 Tage                                         | Bambi – Film International                                                                                               | Auszeichnung |
| 2000 | Miss Undercover                                 | American Comedy Award – Lustigste Hauptdarstellerin (Film)                                                               | Auszeichnung |
| 2000 | Miss Undercover                                 | Teen Choice Award – Bester Abgang (Film)                                                                                 | Auszeichnung |
| 2000 | Miss Undercover                                 | Blockbuster Entertainment Award – Beliebteste Schauspielerin (Komödie)                                                   | Nominierung  |
| 2000 | Miss Undercover                                 | Golden Globe – Beste Hauptdarstellerin (Komödie oder Musical)                                                            | Nominierung  |
| 2000 | Miss Undercover                                 | Satellite Award – Beste Hauptdarstellerin (Komödie oder Musical)                                                         | Nominierung  |
| 2000 | Miss Undercover                                 | Teen Choice Award – Beste Filmschauspielerin                                                                             | Nominierung  |
| 2000 | Miss Undercover                                 | Teen Choice Award – Bester Wutanfall (Film)                                                                              | Nominierung  |
| 2002 | Die göttlichen Geheimnisse der Ya-Ya-Schwestern | Teen Choice Award – Beste Filmschauspielerin (Drama/Action/Abenteuer)                                                    | Nominierung  |
| 2002 | Ein Chef zum Verlieben                          | Teen Choice Award – Beste Filmschauspielerin (Komödie)                                                                   | Nominierung  |
| 2002 | Ein Chef zum Verlieben                          | Teen Choice Award – Bester Wutanfall (Film)                                                                              | Nominierung  |
| 2004 | L.A. Crash                                      | Black Reel Award – Bestes Schauspielensemble A1                                                                          | Auszeichnung |
| 2004 | L.A. Crash                                      | Critics’ Choice Movie Award – Bestes Schauspielensemble A1                                                               | Auszeichnung |
| 2004 | L.A. Crash                                      | Hollywood Film Award – Schauspielensemble des Jahres A1                                                                  | Auszeichnung |
| 2004 | L.A. Crash                                      | Screen Actors Guild Award – Bestes Schauspielensemble A1                                                                 | Auszeichnung |
| 2004 | L.A. Crash                                      | Gotham Award – Bestes Schauspielensemble A1                                                                              | Nominierung  |
| 2005 | Miss Undercover 2 – Fabelhaft und bewaffnet     | Teen Choice Award – Beste Filmschauspielerin (Komödie)                                                                   | Auszeichnung |
| 2005 | Miss Undercover 2 – Fabelhaft und bewaffnet     | Teen Choice Award – Beste Tanzeinlage (Film) A11                                                                         | Nominierung  |
| 2006 | Das Haus am See                                 | Teen Choice Award – Bester Filmkuss A3                                                                                   | Auszeichnung |
| 2006 | Kaltes Blut – Auf den Spuren von Truman Capote  | Hollywood Film Award – Nebendarstellerin des Jahres                                                                      | Auszeichnung |
| 2009 | Selbst ist die Braut                            | Rembrandt Award – Beste Schauspielerin International                                                                     | Auszeichnung |
| 2009 | Selbst ist die Braut                            | Teen Choice Award – Beste Filmschauspielerin (Romantische Komödie)                                                       | Auszeichnung |
| 2009 | Selbst ist die Braut                            | Teen Choice Award – Beste Tanzeinlage (Film) A12                                                                         | Auszeichnung |
| 2009 | Selbst ist die Braut                            | Comedy Film Award – Beste Hauptdarstellerin                                                                              | Nominierung  |
| 2009 | Selbst ist die Braut                            | Golden Globe – Beste Hauptdarstellerin (Komödie oder Musical)                                                            | Nominierung  |
| 2009 | Selbst ist die Braut                            | MTV Movie Award – Beste Comedy-Darstellung                                                                               | Nominierung  |
| 2009 | Selbst ist die Braut                            | MTV Movie Award – Bester Filmkuss A4                                                                                     | Nominierung  |
| 2009 | Selbst ist die Braut                            | Nickelodeon Kids’ Choice Award – Beliebteste Filmschauspielerin A13                                                      | Nominierung  |
| 2009 | Selbst ist die Braut                            | People’s Choice Award – Beliebtestes Film-Team A4                                                                        | Nominierung  |
| 2009 | Selbst ist die Braut                            | Satellite Award – Beste Hauptdarstellerin (Komödie oder Musical)                                                         | Nominierung  |
| 2009 | Selbst ist die Braut                            | Teen Choice Award – Bester weiblicher Star in einem Sommerfilm                                                           | Nominierung  |
| 2009 | Selbst ist die Braut                            | Teen Choice Award – Bestes Film-Team A4                                                                                  | Nominierung  |
| 2009 | Selbst ist die Braut                            | Teen Choice Award – Bester Filmkuss A4                                                                                   | Nominierung  |
| 2009 | Verrückt nach Steve                             | Goldene Himbeere – Schlechteste Hauptdarstellerin                                                                        | Auszeichnung |
| 2009 | Verrückt nach Steve                             | Goldene Himbeere – Schlechteste Filmpaarung A6                                                                           | Auszeichnung |
| 2009 | Blind Side – Die große Chance                   | Critics’ Choice Movie Award – Beste Hauptdarstellerin A2                                                                 | Auszeichnung |
| 2009 | Blind Side – Die große Chance                   | Golden Globe – Beste Hauptdarstellerin (Drama)                                                                           | Auszeichnung |
| 2009 | Blind Side – Die große Chance                   | Oscar – Beste Hauptdarstellerin                                                                                          | Auszeichnung |
| 2009 | Blind Side – Die große Chance                   | Screen Actors Guild Award – Beste Hauptdarstellerin                                                                      | Auszeichnung |
| 2009 | Blind Side – Die große Chance                   | Teen Choice Award – Beste Filmschauspielerin (Drama)                                                                     | Auszeichnung |
| 2009 | Blind Side – Die große Chance                   | Dallas-Fort Worth Film Critics Association Award – Beste Hauptdarstellerin                                               | 5. Platz     |
| 2009 | Blind Side – Die große Chance                   | Denver Film Critics Society Award – Beste Hauptdarstellerin                                                              | Nominierung  |
| 2009 | Blind Side – Die große Chance                   | Houston Film Critics Society Award – Beste Hauptdarstellerin                                                             | Nominierung  |
| 2009 | Blind Side – Die große Chance                   | MTV Movie Award – Beste Hauptdarstellerin                                                                                | Nominierung  |
| 2009 | Blind Side – Die große Chance                   | NAACP Image Award – Beste Hauptdarstellerin                                                                              | Nominierung  |
| 2009 | Blind Side – Die große Chance                   | Nickelodeon Kids’ Choice Award – Beliebteste Filmschauspielerin A14                                                      | Nominierung  |
| 2009 | Blind Side – Die große Chance                   | San Diego Film Critics Society Award – Beste Hauptdarstellerin                                                           | Nominierung  |
| 2009 | Blind Side – Die große Chance                   | Washington D.C. Area Film Critics Association Award – Beste Hauptdarstellerin                                            | Nominierung  |
| 2011 | Extrem laut & unglaublich nah                   | Georgia Film Critics Association Award – Beste Nebendarstellerin                                                         | Nominierung  |
| 2011 | Extrem laut & unglaublich nah                   | Teen Choice Award – Beste Filmschauspielerin (Drama)                                                                     | Nominierung  |
| 2013 | Taffe Mädels                                    | People’s Choice Award – Beliebteste Filmschauspielerin (Komödie)                                                         | Auszeichnung |
| 2013 | Taffe Mädels                                    | Teen Choice Award – Bester weiblicher Star in einem Sommerfilm                                                           | Auszeichnung |
| 2013 | Taffe Mädels                                    | Teen Choice Award – Bestes Film-Team A8                                                                                  | Auszeichnung |
| 2013 | Taffe Mädels                                    | Critics’ Choice Movie Award – Beste Darstellerin in einer Komödie                                                        | Nominierung  |
| 2013 | Taffe Mädels                                    | People’s Choice Award – Beliebtestes Leinwandpaar A8                                                                     | Nominierung  |
| 2013 | Gravity                                         | African American Film Critics Association Award – Beste Hauptdarstellerin                                                | Auszeichnung |
| 2013 | Gravity                                         | Alliance of Women Film Journalists EDA Award – Bester weiblicher Action-Star                                             | Auszeichnung |
| 2013 | Gravity                                         | Alliance of Women Film Journalists EDA Award – Schauspielerin, die sich erfolgreich der Altersdiskriminierung widersetzt | Auszeichnung |
| 2013 | Gravity                                         | CINEMA Jupiter – Beste Darstellerin                                                                                      | Auszeichnung |
| 2013 | Gravity                                         | Critics’ Choice Movie Award – Beste Darstellerin in einem Actionfilm                                                     | Auszeichnung |
| 2013 | Gravity                                         | Hollywood Film Award – Hauptdarstellerin des Jahres                                                                      | Auszeichnung |
| 2013 | Gravity                                         | Houston Film Critics Society Award – Beste Hauptdarstellerin                                                             | Auszeichnung |
| 2013 | Gravity                                         | Kansas City Film Critics Circle Award – Beste Hauptdarstellerin                                                          | Auszeichnung |
| 2013 | Gravity                                         | Palm Springs International Film Festival – Schauspielerin des Jahres                                                     | Auszeichnung |
| 2013 | Gravity                                         | People’s Choice Award – Beliebteste Filmschauspielerin (Drama)                                                           | Auszeichnung |
| 2013 | Gravity                                         | People’s Choice Award – Beliebtestes Leinwandpaar A9                                                                     | Auszeichnung |
| 2013 | Gravity                                         | AACTA International Award – Beste Hauptdarstellerin                                                                      | Nominierung  |
| 2013 | Gravity                                         | Alliance of Women Film Journalists EDA Award – Beste Hauptdarstellerin                                                   | Nominierung  |
| 2013 | Gravity                                         | Alliance of Women Film Journalists EDA Award – Weibliche Ikone                                                           | Nominierung  |
| 2013 | Gravity                                         | British Academy Film Award – Beste Hauptdarstellerin                                                                     | Nominierung  |
| 2013 | Gravity                                         | Chicago Film Critics Association Award – Beste Hauptdarstellerin                                                         | Nominierung  |
| 2013 | Gravity                                         | Critics’ Choice Movie Award – Beste Hauptdarstellerin                                                                    | Nominierung  |
| 2013 | Gravity                                         | Dallas-Fort Worth Film Critics Association Award – Beste Hauptdarstellerin                                               | 2. Platz     |
| 2013 | Gravity                                         | Dublin Film Critics Circle Award – Beste Hauptdarstellerin A17                                                           | 6. Platz     |
| 2013 | Gravity                                         | Golden Globe – Beste Hauptdarstellerin (Drama)                                                                           | Nominierung  |
| 2013 | Gravity                                         | Iowa Film Critics Award – Beste Hauptdarstellerin                                                                        | Nominierung  |
| 2013 | Gravity                                         | London Critics’ Circle Film Award – Schauspielerin des Jahres                                                            | Nominierung  |
| 2013 | Gravity                                         | North Carolina Film Critics Award – Beste Hauptdarstellerin                                                              | Nominierung  |
| 2013 | Gravity                                         | Oscar – Beste Hauptdarstellerin                                                                                          | Nominierung  |
| 2013 | Gravity                                         | Phoenix Film Critics Society Award – Beste Hauptdarstellerin                                                             | Nominierung  |
| 2013 | Gravity                                         | San Diego Film Critics Society Award – Beste Hauptdarstellerin                                                           | Nominierung  |
| 2013 | Gravity                                         | San Francisco Film Critics Circle Award – Beste Hauptdarstellerin                                                        | Nominierung  |
| 2013 | Gravity                                         | Satellite Award – Beste Hauptdarstellerin                                                                                | Nominierung  |
| 2013 | Gravity                                         | Screen Actors Guild Award – Beste Hauptdarstellerin                                                                      | Nominierung  |
| 2013 | Gravity                                         | St. Louis Gateway Film Critics Association Award – Beste Hauptdarstellerin                                               | Nominierung  |
| 2013 | Gravity                                         | Utah Film Critics Association Award – Beste Hauptdarstellerin A18                                                        | 2. Platz     |
| 2013 | Gravity                                         | Vancouver Film Critics Circle Award – Beste Hauptdarstellerin                                                            | Nominierung  |
| 2013 | Gravity                                         | Washington D.C. Area Film Critics Association Award – Beste Hauptdarstellerin                                            | Nominierung  |

## Sonstiges
2010 war Bullock die erste Schauspielerin, die im gleichen Jahr die bekanntesten Filmpreise sowohl als beste Darstellerin (Oscar für Blind Side – Die große Chance) als auch als schlechteste Darstellerin (Goldene Himbeere für Verrückt nach Steve) gewann. Bullock hatte zuvor angekündigt, die Goldene Himbeere persönlich in Empfang zu nehmen, falls sie gewinnen sollte, und setzte dies auch in die Tat um: „Wenn ich gewinne, gehe ich auf jeden Fall hin. Ich muss das genauso genießen wie einen Oscar zu gewinnen. Zwischen diesen beiden Polen bewegt sich dieses Geschäft“. In der Regel nehmen die Preisträger den Schmähpreis nicht selbst in Empfang, eine viel beachtete Ausnahme machte Oscar-Preisträgerin Halle Berry, als sie 2005 für den Flop Catwoman ausgezeichnet wurde.